# Microsoft Teams
Microsoft Teams és un programari propietari de Microsoft que funciona com una plataforma de comunicació, edició i col·laboració desenvolupada com a part de la família de productes de Microsoft Office 365. Substitueix, agrupant les funcions, altres programes de la companyia com Skype for Business (des de 2019) i Microsoft Classroom (des de 2017).
Permet realitzar i gestionar converses per xat i per videoconferència, compartir arxius, i guardar i editar col·laborativament documents de la suite Office 365 i afegeix les seves pròpies aplicacions de fluxos de treball i productivitat. És també un escriptori remot que es pot configurar com a espai de treball individual i compartit, i s'integra amb altres productes de software empresarial de Microsoft com Microsoft Dynamics, Power Automate, Power BI o Planner, entre d'altres. També permet integrar algunes aplicacions d'altres empreses com Evernote o Cisco, segons Microsoft.
Existeixen versions per diferents sistemes operatius: Windows, Mac OS, Linux, Android i iOS i versió d'escriptori per a Google Chrome OS. Competeix al mercat amb altres aplicacions semblants com Slack, Google Currents o Workplace de Facebook.
Microsoft Teams permet ser ampliat i personalitzat gràcies a aplicacions de tercers, plantilles, eines per desenvolupadors i a la seva API que permet integrar programes d'altres proveïdors.

## Història
Microsoft Teams va ser dissenyat i anunciat per Microsoft el novembre de l'any 2016 i va llançar el servei a tot el món el 14 de març de 2017. Es va crear durant un hackathon intern a la seu de la companyia, a Redmond (Seattle, EUA).
El 29 d'agost de 2007, Microsoft va comprar Parlano i el seu producte de xat en grup, MindAlign. El 4 de març de 2016, Microsoft volia oferir 8.000 milions de dòlars per Slack, però Bill Gates estava en contra de la compra, afirmant que l'empresa havia de centrar-se en la millora de Skype for Business. Qi Lu, vicepresident d’aplicacions i serveis, liderava el projecte per comprar Slack. Després de la sortida de Lu de la companyia aquell mateix any, Microsoft va anunciar Teams al públic com a competidor directe de Slack el 2 de novembre de 2016.
El 3 de maig de 2017, Microsoft va informar que Microsoft Teams substituiria Microsoft Classroom dins l'Office 365 Education. La plataforma col·laborativa en aquell moment era gratuïta només per als usuaris que tinguessin una llicència d’Office 365, ja que el seu accés estava inclòs a l’oferta de Microsoft. A partir del 13 de juliol de 2018, Microsoft Teams està disponible en una versió gratuïta, limitada a 300 membres, amb algunes funcions, com ara programar i gravar reunions, amb accés a les aplicacions de l'Office 365.
Microsoft Teams utilitza des de 2019 un sistema d'intel·ligència artificial anomenat Project Cortex, un nou servei en Microsoft 365 que crea una xarxa de coneixement que connecta i organitza de manera automàtica el contingut de les organitzacions en temes i genera targetes de tòpics i pàgines estil wiki. També integra noves funcions a eines conegudes com Office, Outlook i Microsoft Teams, fent que sigui més fàcil trobar informació, aprendre i arrancar més ràpidament les aplicacions habituals.
L'abril de 2020, Microsoft va informar que Microsoft Teams havia arribat als 75 milions d'usuaris diaris, en part gràcies a la pandèmia de la COVID-19.
Teams va anunciar una nova funció, el juliol del 2020, anomenada Together Mode. Aquesta, aporta un disseny semblant a un auditori universitari en el qual es pot veure on estan asseguts virtualment tots els assistents a la sala, amb la finalitat de captar més fàcilment els senyals de llenguatge corporal i crear un ambient de reunió més inclusiu.
El setembre de 2020 a la conferència virtual Microsoft Ignite es van anunciar noves funcionalitats del Together Mode com més auditoris, sales de conferències i cafeteria, a més d'una funció que permet seleccionar una escena de la galeria com a predeterminada per a tots els assistents d'una mateixa reunió. També van presentar l'ús de l'aprenentatge automàtic per crear una experiència visual més realista. Així mateix, van llançar Dynamic View, que inclou noves maneres de què els participants de la reunió controlin el que veuen.
El maig del 2021, Microsoft va posar a disposició de clients i partners una completa experiència immersiva anomenada Teams Xperience. Consisteix en una sala, que Microsoft ha habilitat en les seves oficines de Madrid, on s'ofereixen experiències virtuals en 3D per potenciar el treball col·laboratiu.
La companyia tenia uns 20 milions de clients de la seva aplicació de xat i vídeo Microsoft Teams el 2019, abans que comencés la pandèmia de COVID-19, i el nombre d'usuaris s'havia disparat en 2023 fins als 300 milions d'usuaris. La queixa de plataforma de missatgeria Slack en 2020 per l'enllaç de Teams amb la seva suite Office 365 va desencadenar una investigació de la comissió europea que va concloure que Microsoft tenia una posició dominant a tot el món al mercat del programari com a servei professional perjudicant els productes dels rivals individualment.

## Característiques
Microsoft Teams és una plataforma de col·laboració personalitzable que integra videoconferència, emmagatzematge i transferència de fitxers per compartir en equip o per grup de treball mentre es fa un seguiment de tots els intercanvis. La seva integració amb Microsoft Outlook permet planificar reunions d’equip i compartir correus electrònics i contactes. És un programari de Microsoft disponible per si mateix o com a part d’una oferta d’Office 365. L’autenticació multifactorial combinada amb el xifratge de dades garanteix la connexió d’equips i el treball remot en un espai segur. Finalment, els usuaris poden treballar junts en mode de coautoria a les aplicacions de Word, PowerPoint, Excel, OneNote o fins i tot de l'Outlook mentre es mantenen a la interfície de l'aplicació Teams.

### Equips
A Teams, els treballadors d’una mateixa organització es distribueixen en equips. Cada equip està enfocat a una tasca concreta o a un projecte determinat. Els equips, al mateix temps, se subdivideixen en canals. Els equips estan separats, de manera que s’aconsegueix dividir els espais de treball en espais estancs i totalment diferenciats, on s’involucren persones diferents, tot i que diversos membres poden pertànyer a diferents equips a la vegada. Els membres de l'equip poden compartir documents amb un determinat grup de persones i tenir converses mitjançant:
– Missatgeria instantània
– Trucades (Veu per IP) 
– Videoconferències

### Canals
Dins de cada equip, els canals permeten subdividir les àrees de treball. Sense ells, l'equip tindria molts assumptes oberts que de vegades no estarien relacionats i no interessarien a tots els membres d’aquest. Els canals són, per tant, seccions específiques per realitzar converses organitzades d'un tema o projecte en concret. Els canals poden estar oberts a tots els membres de l'equip d'una manera pública, o poden ser privats, amb un accés limitat a un petit grup de persones o a una de sola.

### Trucades i videotrucades
Microsoft Teams permet fer trucades i videotrucades amb persones de la mateixa institució, mantenir converses privades amb una persona en particular i reunions amb moltes persones a la vegada. Les trucades i videotrucades es poden gravar per ser visualitzades posteriorment i enviades a tothom que ho necessiti. A més, permet convidar a reunions mitjançant altres aplicacions com Microsoft Outlook o mitjançant un enllaç directe a qualsevol adreça de correu electrònic.
També es pot compartir amb els assistents l'escriptori complet, finestres web específiques, presentacions o una pissarra digital.
Igualment pot detectar el que es diu en una reunió i presentar els subtítols en temps real. Els subtítols informen, no només del que es diu, sinó de qui ho està dient.
Les videoconferències de Teams ofereixen: 
• Bona qualitat d'àudio amb còdec Satin.
• Funcions especials per als administradors com concedir torns de paraula i silenciar o apagar la càmera dels participants.
• Mode Junts (Together Mode): fa veure en una mateixa sala a tots els participants gràcies a la intel·ligència artificial.
• Crear sales per dividir els assistents en grups reduïts durant les reunions. Les sales es poden obrir i tancar més d'una vegada durant una sessió i es poden moure participants entre sales.
• Sales de descans on es pot sortir durant una reunió.
• Presentacions en directe.

### Calendaris
Amb aquesta funció es poden veure i programar reunions, així com tenir l'agenda organitzada per dies, setmanes o mesos. També es pot donar repeticions periòdiques a un mateix esdeveniment.
Es poden obrir calendaris per canals i es poden organitzar reunions a través del Google Calendar amb Google Workspace.

### Arxius
Cada equip de Microsoft Teams té un lloc de grup al núvol, mitjançant Microsoft SharePoint, i cada canal d'un equip té una carpeta dins de la biblioteca de documents, on es poden crear diverses subcarpetes en les quals es van desant els diferents documents. Els arxius compartits durant un xat s'agreguen automàticament a la biblioteca de documents.

### Accés de convidats i accés extern
S’ofereixen dos tipus d'accés, l'extern, que permet la recerca, contacte i comunicació amb usuaris d'altres organitzacions, i el de convidats, que permet donar accés a persones que no són de la mateixa institució per unir-se a un equip.

### Microsoft Teams gratuït
La llicència d'ús de Microsoft Teams és de pagament, tot i que hi ha una versió gratuïta que té funcionalitats limitades, especialment en referència al nombre de membres i a la capacitat d'emmagatzematge al núvol.

## Microsoft Teams a l'educació
Microsoft Teams ha estat adaptat com a eina de gestió per crear una aula a internet. Permet organitzar l'alumnat, les assignatures amb els seus materials, corregir les tasques i donar retroalimentació, així com mantenir videotrucades, fer classes i realitzar edicions col·lectives de documents. Tot això en un entorn controlat pel professorat, i de manera síncrona o asíncrona.
Es pot utilitzar tant per a educació presencial, semipresencial o en línia i comercialment substitueix dins de l'entorn Microsoft a Microsoft Classroom.
Microsoft Teams es considera un EVA (Entorn Virtual d'Aprenentatge) amb innumerables opcions per a la col·laboració i amb diferents interfícies per a l'alumnat, docents i famílies.

### Confecció d'equips
Teams permet crear diferents tipus d'equips de treball. Serveix així per generar una classe, fer formació de docents (Professional Learning Community o PLC), gestió docent del centre o qualsevol altre agrupament dins de l'àmbit escolar.
Com:
- Generar una classe: un o més docents amb l'alumnat.
- PLC - Professional Learning Community: formador amb docents o un grup de treball d'experts.
- Docent: per a la gestió del centre.
- Altres: qualsevol classe d'agrupament que es pugui organitzar dins l'àmbit escolar.[32]

### Comunicació
Com a comunicació, Teams ofereix diferents nivells de configuració:
- Un servei de missatgeria directa entre els usuaris.
- Un xat grupal a través del mur de l'equip.
- La possibilitat de realitzar videotrucades.[33]

### Col·laboració
A través de Teams es té accés a totes les eines del paquet Office 365 (Excel, PowerPoint, Word, Forms, etc.) que permeten dur a terme tasques de manera col·laborativa.

### Interfície de Teams
Dins la interfície de Teams, en la qual s'inclou l'alumnat, és possible destacar diferents opcions/pestanyes que es troben a la part superior:
- Publicacions: aquí es produeixen les converses en format de mur de manera pública i tenint el docent els permisos sobre l'edició d'aquests missatges. Permet donar avisos, plantejar dubtes generals, recordatoris d'entregues de tasques, generar alguna enquesta, etc.[35]
- Fitxers: pestanya connectada amb el servei d'emmagatzematge en el núvol que té OneDrive i Microsoft SharePoint on es poden desar fitxers relacionats amb l'equip o aquells que es vulgui que siguin consultats per tots els membres. Dins dels fitxers existeix l'apartat Materials de classe en el que es poden posar documents editables pel docent, però només visibles per a l'alumnat. El que es col·loca fora d'aquesta carpeta pot ser editable per tothom.[36]
- Bloc de notes: equivalent al OneNote. És una eina que ofereix tres opcions:
- # Biblioteca de continguts: el docent publica tot el material perquè l'alumnat hi tingui accés, sense que el pugui modificar.
- # Espai de col·laboració: tant els docents com els alumnes hi poden escriure.
- # Quaderns dels alumnes: espai personal per a cada alumne. Cada alumne té accés al seu quadern, però no al dels altres. En canvi, el docent pot accedir a tots.[37]
- Tasques: el docent posa a l'alumnat assignacions perquè facin diferents treballs o projectes. Permet
- # Es pot vincular automàticament al quadern OneNote de l'alumnat perquè dugui a terme la tasca des d'allà.
- # Es pot incloure una rúbrica personalitzada per a la tasca i sobre la que després és possible corregir i oferir feedback a l'alumnat.
- # Permet enviar tasques diferents a les persones o grups que es vulgui, fet que facilita la individualització del procés d'aprenentatge.
- # Permet enviar Forms directament des de Teams i així s'hi pot indicar l'hora d'inici i final a més de recopilar les notes dins l'equip juntament amb altres tasques.
- # Es poden crear grups virtuals i dividir-los en unitats més petites.
- # Es poden integrar altres eines de recursos de l'entorn Microsoft com Flipgrid i Minecraft for Education.[38]
- Insights: Permet al docent tenir una visió general del que està succeint en el seu equip de treball, el que fan els seus alumnes, les entregues, les visites, etc.
- Afegir pestanyes: es poden afegir moltes eines del paquet Office 365. És recomanable afegir-hi les d'ús més comú perquè amb un sol clic l'alumnat hi tingui accés ràpid i directe.

### Metodologia i didàctica aplicada
Són diverses les metodologies que es poden aplicar a través d'aquesta eina:
- Aprenentatge Basat en Projectes (ABP): organitzar tasques, col·laborar en la creació d'equips i de comunicar-se entre els membres facilita desenvolupar projectes i investigacions.
- Aprenentatge Cooperatiu: la creació de canals privats, entre un grup reduït d'alumnes i docents, permet realitzar estructures dinàmiques d'aprenentatge cooperatiu.
- Educació en línia: una eina senzilla i útil per a l'aprenentatge a distància amb l'alumnat. També per a l'organització de centres educatius, la formació i la coordinació docent.[39]
- Treball de la competència digital: l'alumnat millora la competència digital i el treball de la netiqueta a través del mur de publicacions.
- Avaluació formativa: mitjançant les rúbriques que s'ofereixen a través de les assignacions.
- MITAA (Model Integral de Transició Activa cap a l'Autonomia): s'ofereix a l'alumnat múltiples opcions per a la presentació de les seves tasques i plans de treball, així com el desenvolupament de la seva autonomia.[40]